# El Galobard (Navarcles)
El Galobard és una masia del terme municipal de Navarcles, al Bages. Pertanyia a la parròquia rural de Sant Pere de Viladecavalls, i havia format part, històricament del terme municipal de Calders, al Moianès.
Està situada a 281,8 metres d'altitud, al nord-oest de la parròquia, des de començaments del segle XX dins del terme de Navarcles. Està situada a l'esquerra del Llobregat i a la dreta del Calders, a l'interior d'un revolt molt tancat de la carretera N-141c, entre els punt quilomètrics 8 i 9 d'aquesta carretera. Actualment és al nord-est del terme de Navarcles.